# Bahnhof Shuzenji
Der Bahnhof Shuzenji (jap. 修善寺駅, Shuzenji-eki) ist ein Bahnhof auf der japanischen Insel Honshū, betrieben von der Bahngesellschaft Izuhakone Tetsudō. Er befindet sich in der Präfektur Shizuoka auf dem Gebiet der Stadt Izu.

## Beschreibung
Shuzenji ist ein Kopfbahnhof am südlichen Ende der 19,8 km langen, von der Bahngesellschaft Izuhakone Tetsudō betriebenen Sunzu-Linie. Er steht im Zentrum des Stadtteils Kashiwakubo, in der Nähe der Brücke über den Kano. Der von Osten nach Westen ausgerichtete Bahnhof besitzt fünf Gleise für den Personenverkehr, die an zwei Mittelbahnsteigen und einem Seitenbahnsteig (alle überdacht) liegen. Das Empfangsgebäude umfasst mehrere Läden, Restaurants und ein Informationszentrum. Der westliche Ausgang führt zu einem kleinen Park. Auf dem südlichen Bahnhofsvorplatz befindet sich ein Busterminal, der Ausgangspunkt mehrerer Buslinien der Gesellschaften Shin Tokai Bus, Izuhakone Bus, Nishi Izu Tokai Bus und Minami Izu Tokai Bus ist.
Regionalzüge verkehren ungefähr alle 15 bis 20 Minuten, während der Hauptverkehrszeit alle 8 bis 12 Minuten. Zusätzlich wird die Sunzu-Linie von Odoriko-Schnellzügen befahren, die gemeinsam mit JR Central und JR East betrieben werden. Sie ermöglichen umsteigefreie Verbindungen nach Tokio (montags bis freitags zweimal täglich, an Samstagen und Sonntagen drei- oder viermal). Regionalzüge nutzen die Gleise 1 und 2, Schnellzüge die Gleise 3 und 4, während Gleis 5 als Reserve dient.
Im Jahr 2016 nutzten täglich durchschnittlich 2366 Fahrgäste den Bahnhof.

## Geschichte
Die Eröffnung des Bahnhofs erfolgte am 1. August 1924, als die Bahngesellschaft Sunzu Tetsudō (駿豆鉄道) die Strecke über den bisherigen Endpunkt Ōhito aus bis hierhin verlängerte. Im Mai 1933 begannen an Wochenenden zusätzlich Züge nach Tokio zu verkehren. Die Izuhakone Tetsudō, wie sich die Bahngesellschaft ab 1957 nannte, stellte am 1. Dezember 1966 den Güterverkehr ein. Fast neun Jahrzehnte nach der Eröffnung wurde der Bahnhof vollständig neu erbaut. Dazu gehörten ein neues Empfangsgebäude, die Überdachung der Bahnsteige und die Erweiterung von vier auf fünf Gleise. Nachdem ein Teil der neuen Anlagen ab 5. Oktober 2013 genutzt werden konnte, folgte am 13. September 2014 die vollständige Inbetriebnahme.

## Bilder

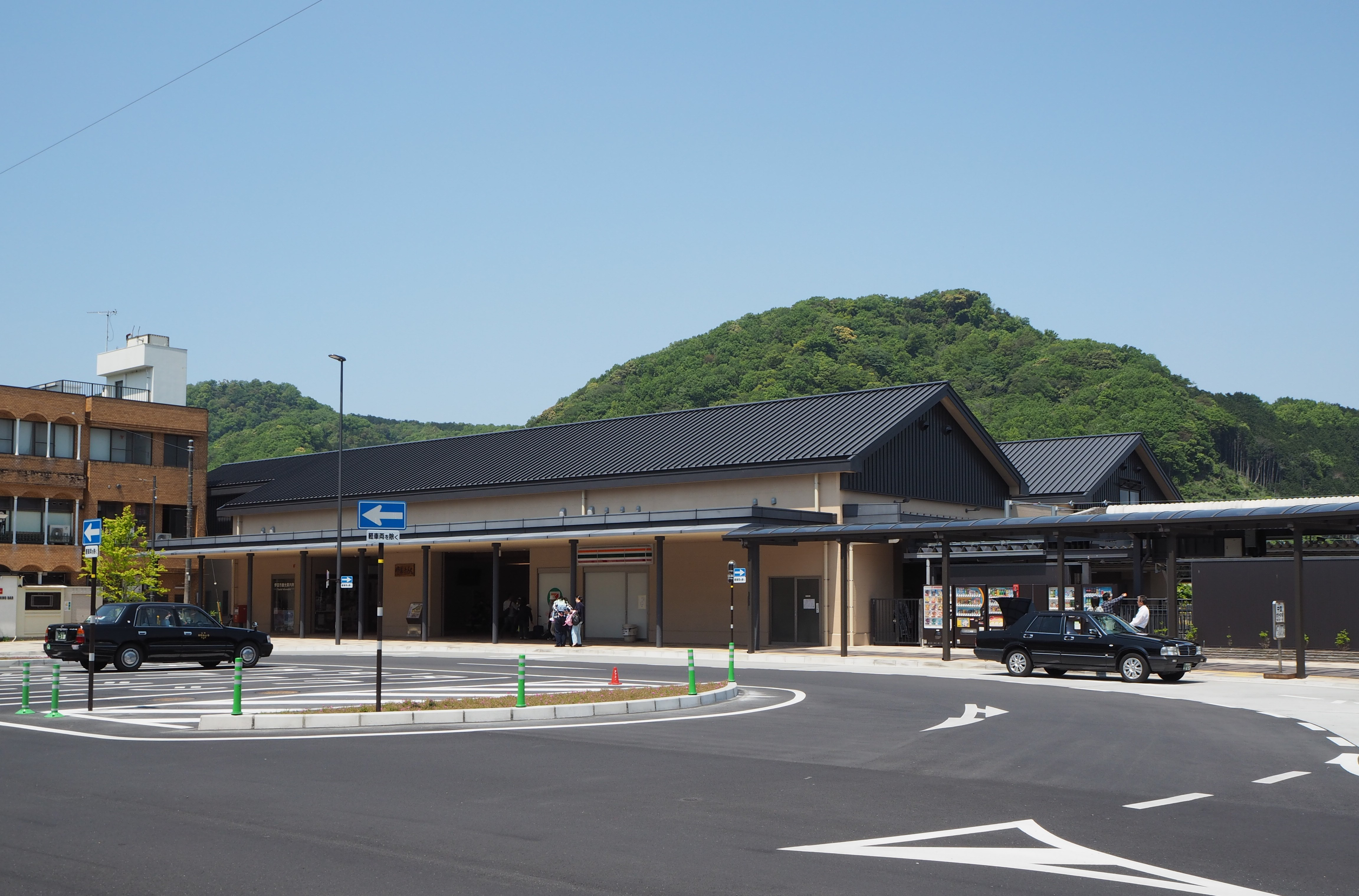
Südlicher Eingang
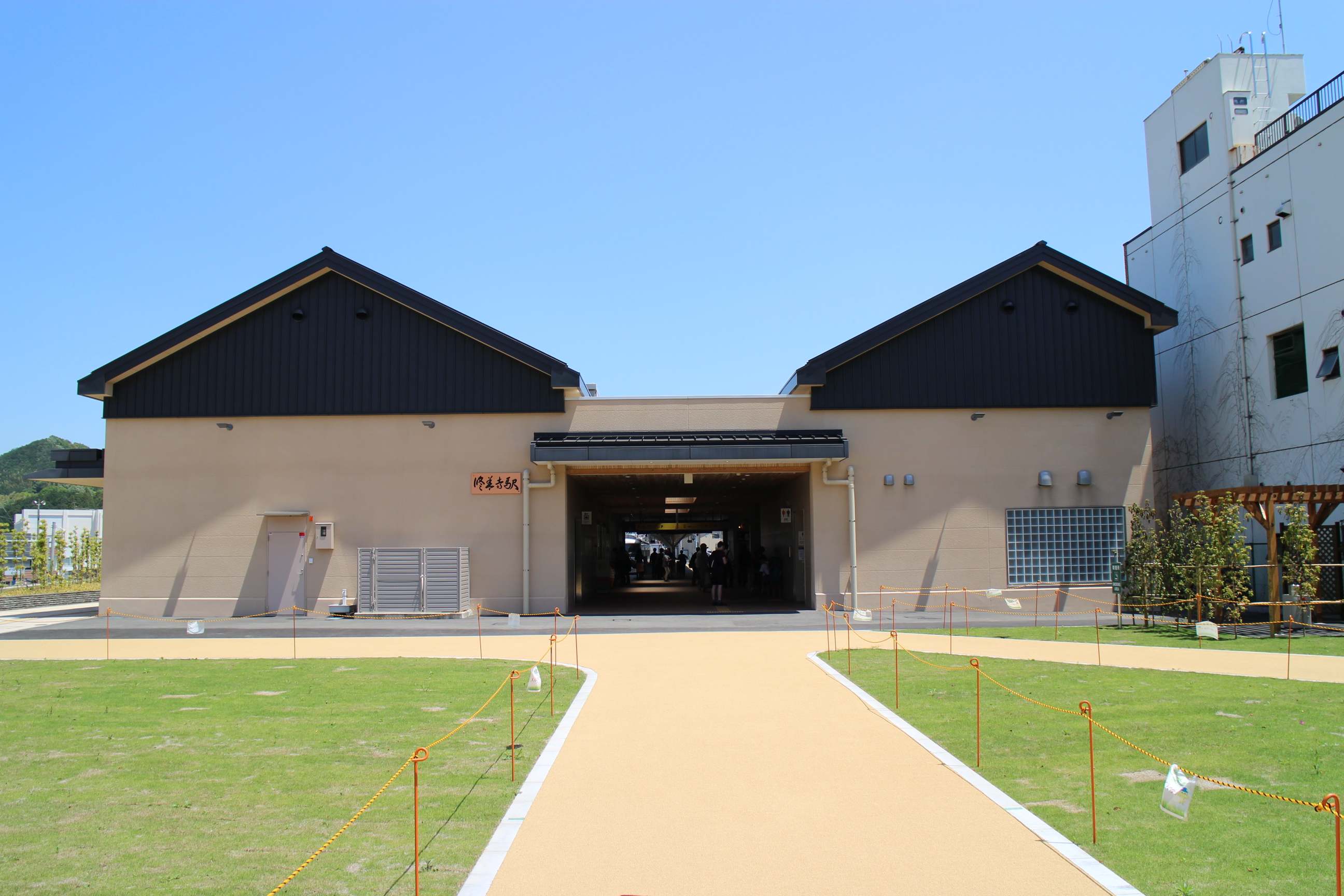
Westlicher Eingang
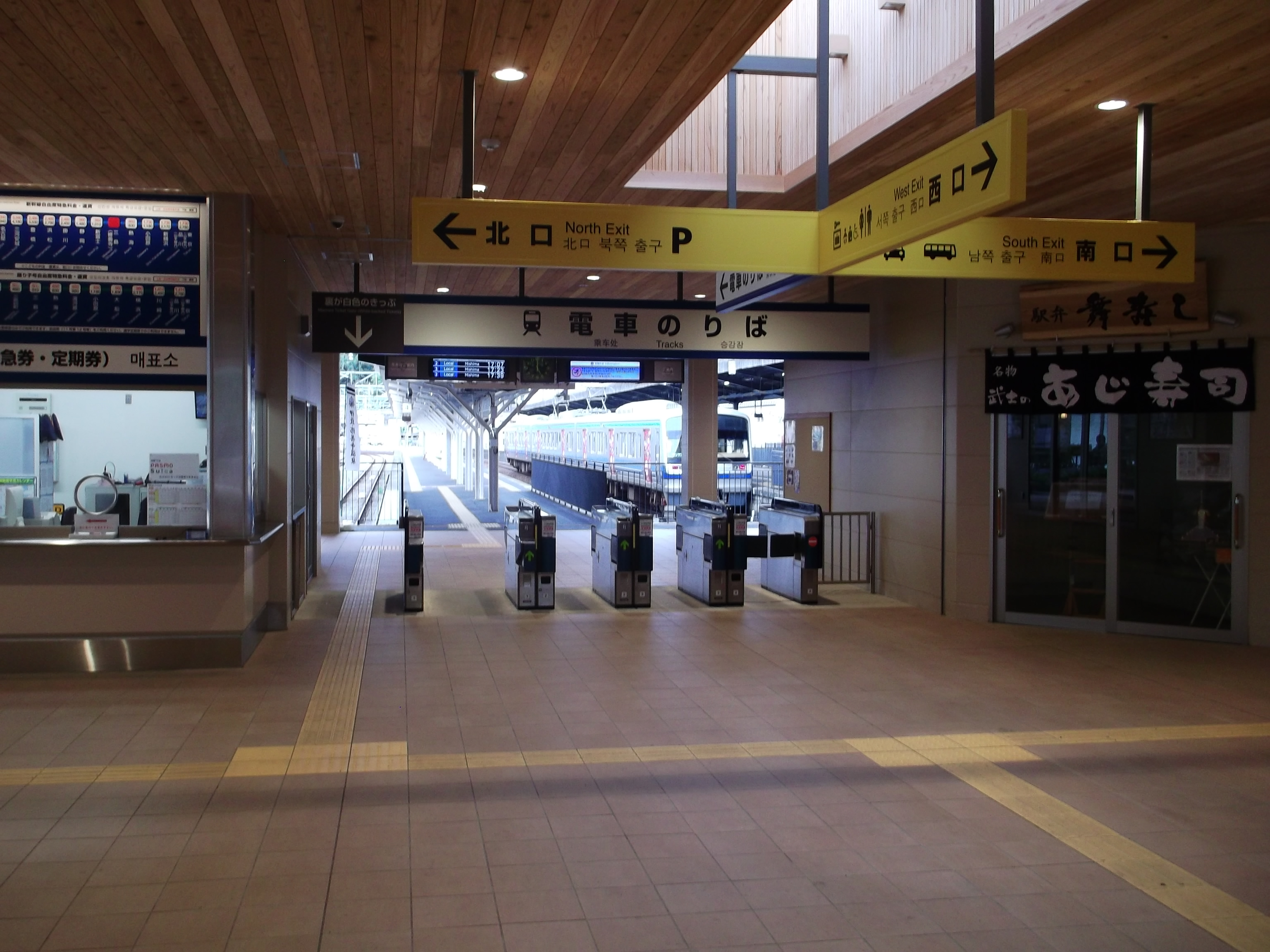
Bahnsteigsperren
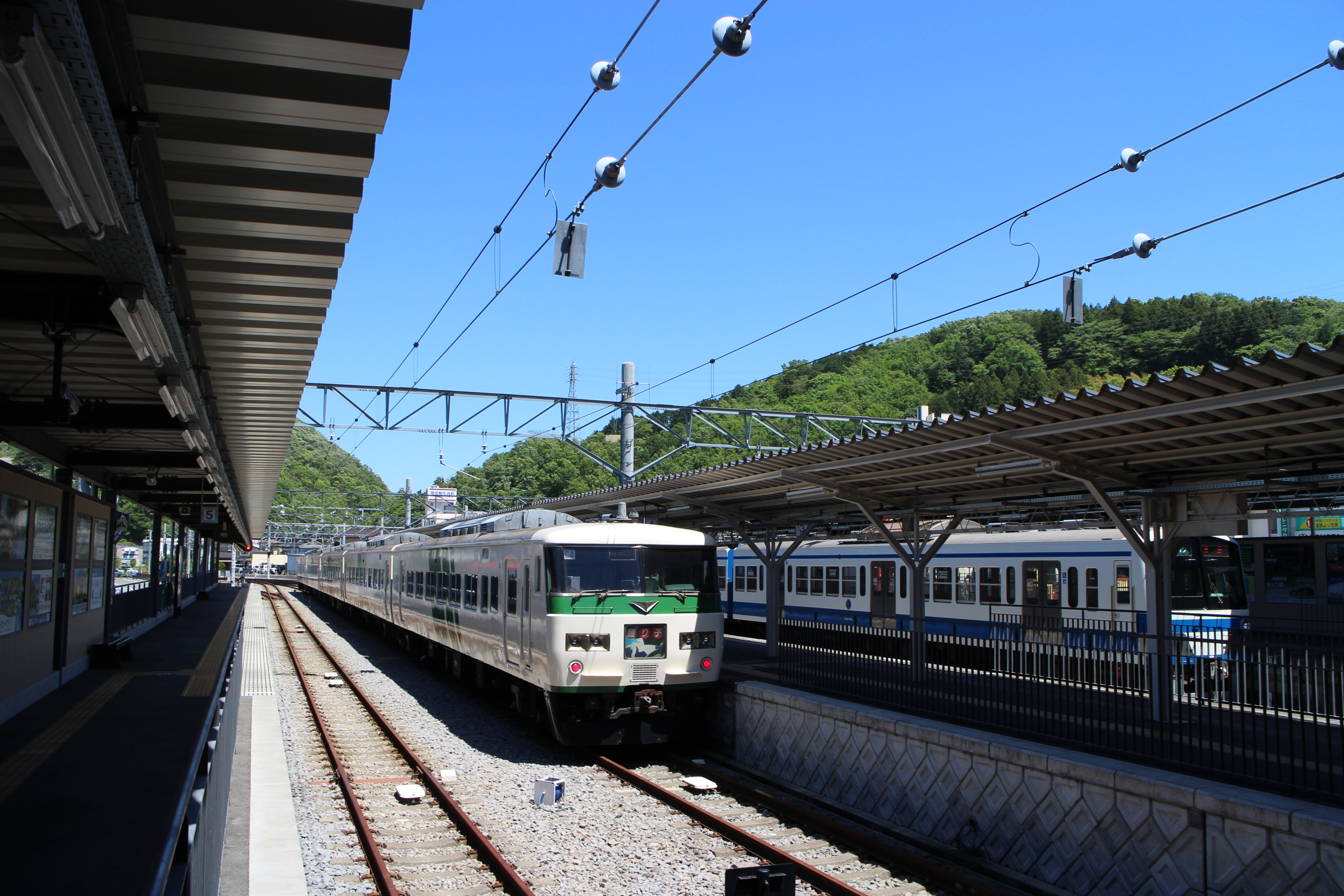
Bahnsteige
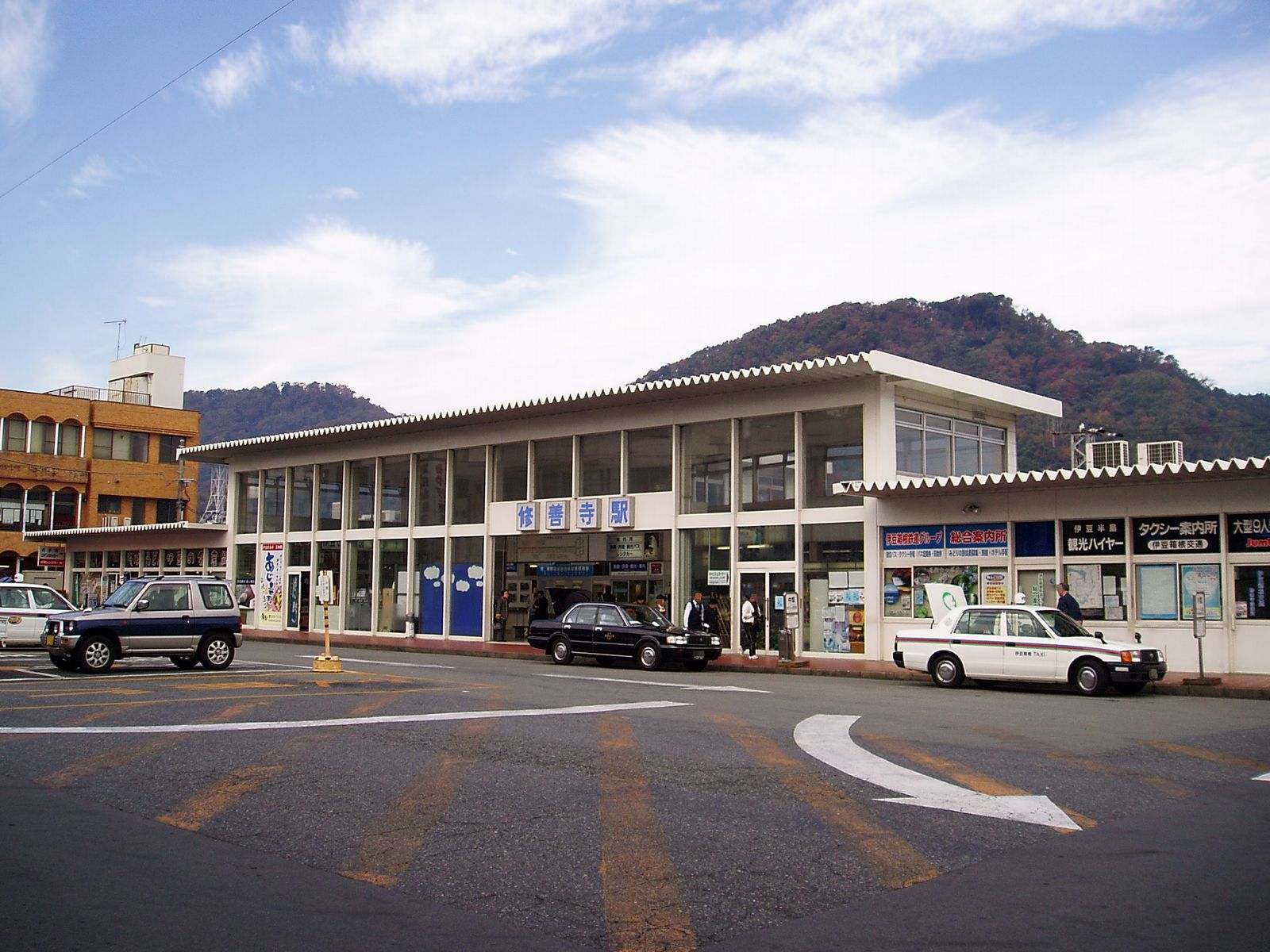
Alter Bahnhof (2007)
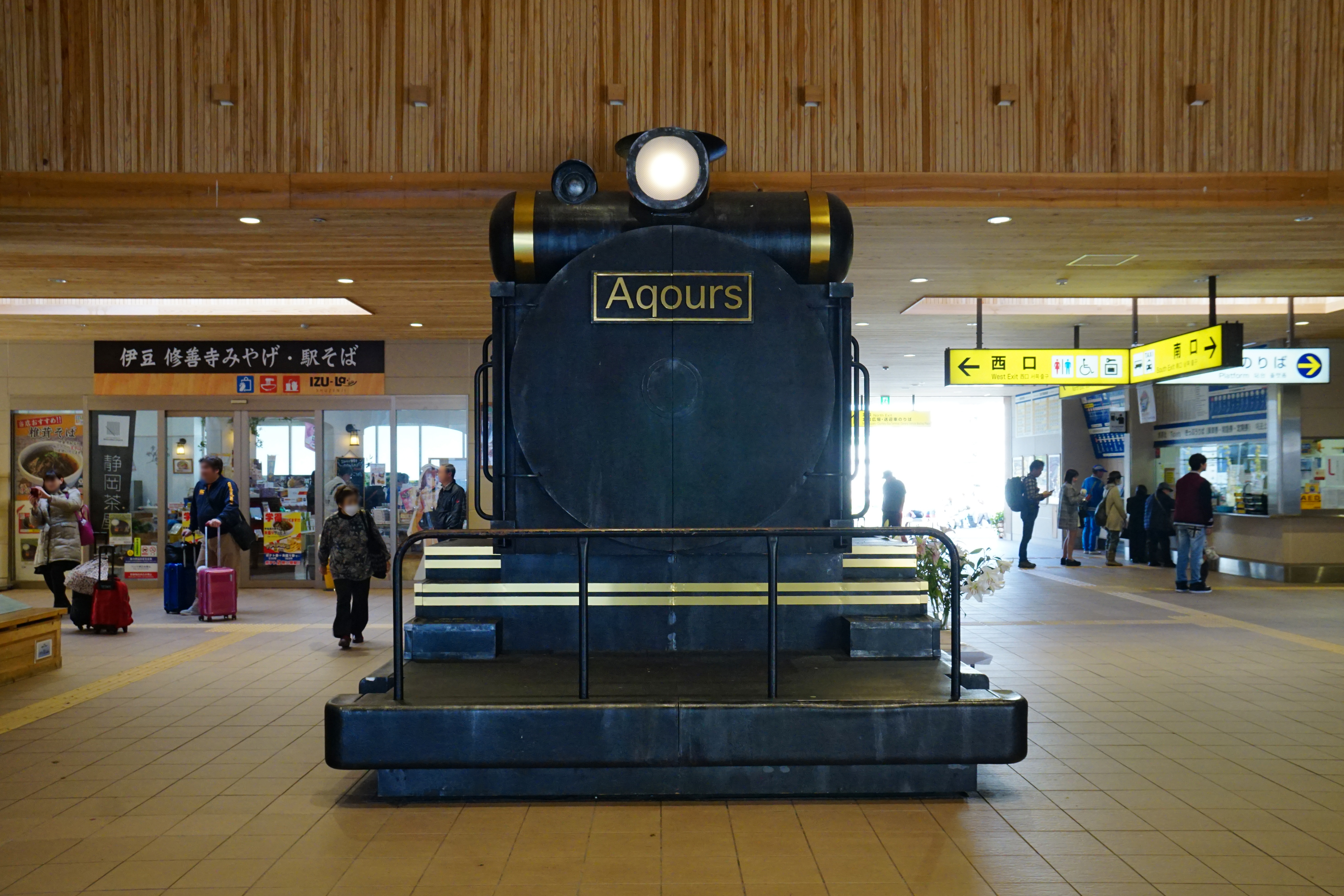
Dampflokomotive, die in „Aqours 2nd LoveLive! HAPPY PARTY TRAIN TOUR“ verwendet wurde, ausgestellt in der Halle (November 2018)